# Смерть Курта Кобейна

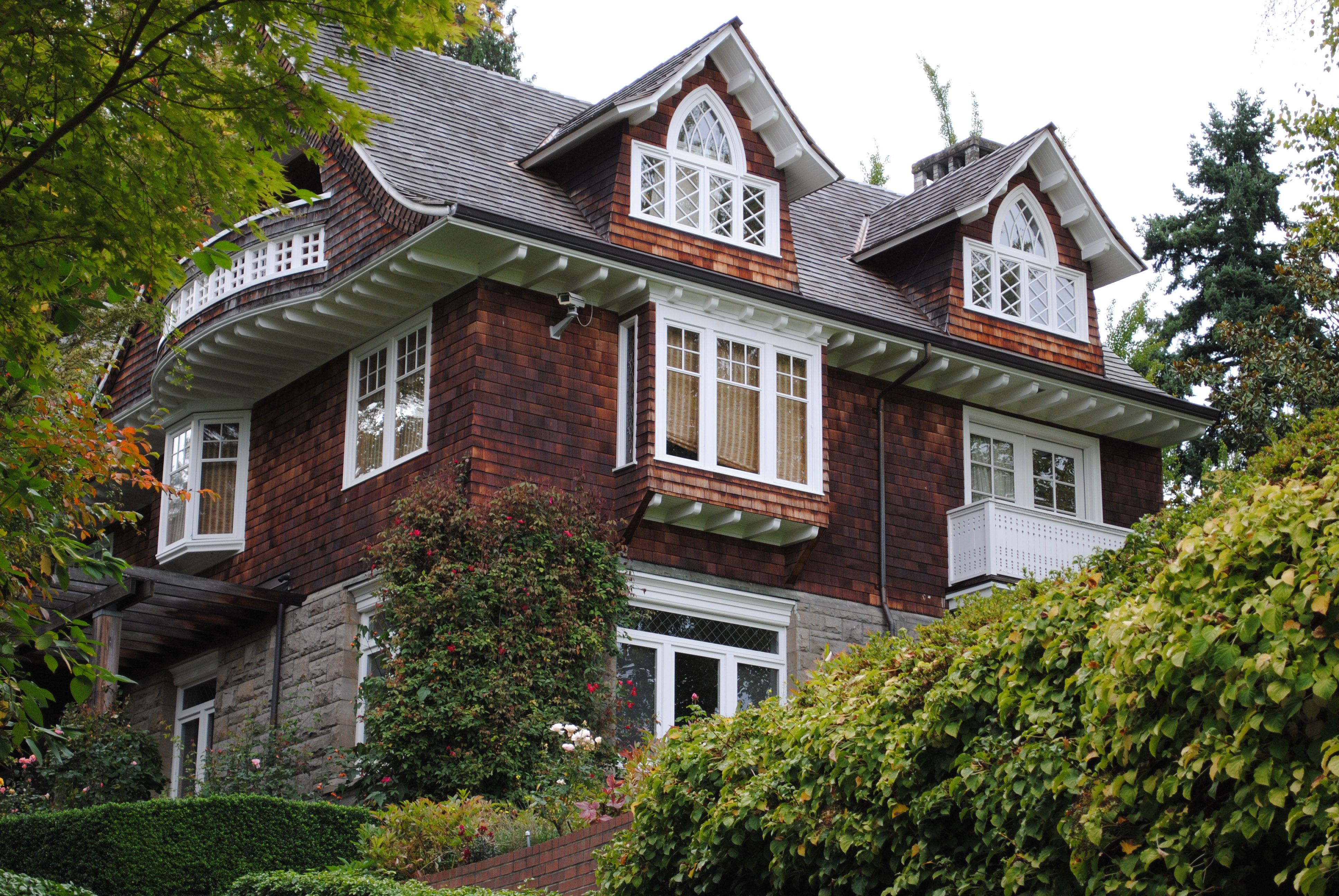
Дом на 171 Lake Washington Blvd East в Сиэтле; место смерти Курта Кобейна

Курт Кобейн, фронтмен популярной американской альтернативной рок-группы Nirvana, был обнаружен мёртвым у себя дома в Сиэтле, Вашингтон, 5 апреля 1994 года, на третий день после своей смерти. Согласно полицейскому отчёту, он был найден лежащим на полу с пеной во рту; неподалёку была обнаружена предсмертная записка. Официальная версия гласит, что причиной смерти Кобейна стало самоубийство, однако на эту тему существует множество теорий и спекуляций, одна из самых популярных — версия об убийстве.

## Предыстория
К началу 1994 года отношения Курта Кобейна с женой, вокалисткой Hole Кортни Лав, и другими участниками Nirvana сильно ухудшились. Кобейн страдал от тяжёлой героиновой зависимости и, хотя он несколько раз проходил курсы лечения, всякий раз неизменно возвращался к наркотикам. «Он был [тогда] очень тихий. Отстранился от всех своих отношений, ни с кем не общался», — вспоминал Дэйв Грол в интервью с биографом Кобейна Чарлзом Кроссом. Крист Новоселич, вспоминая об их совместной поездке к дилеру, у которого Кобейн приобретал героин, высказался ещё категоричнее: «Всё, чего он хотел — это обдолбаться до потери сознания… Умереть — вот чего он хотел». В начале 1994 года организаторы музыкального фестиваля Lollapalooza предложили Nirvana принять участие, но он отверг это предложение, что спровоцировало новую волну ссор с Кортни, считавшей, что ему не следует упускать такую возможность, и сделало его отношения с менеджментом ещё более натянутыми.
В начале марта 1994 года Кобейн, находившийся в туре со своей группой, слёг с тяжёлым бронхитом и ларингитом. Второго числа он вылетел в Рим для лечения; на следующий день к нему приехала Кортни Лав. Наутро Лав обнаружила мужа лежащим без сознания. Музыкант был немедленно доставлен в больницу и пришёл в себя только на следующий день; обследование показало, что у него была передозировка рогипнола, который он запил шампанским. Курт заявил, что это была случайная передозировка, однако многие рассматривают этот эпизод как его первую попытку самоубийства. Пять дней спустя его выписали, и супруги вернулись домой в Сиэтл.
18 марта Лав вызвала полицию, сообщив, что её муж заперся в комнате с ружьём и угрожает покончить с собой. Когда полицейские прибыли, Кобейн заявил, что не собирался убивать себя и просто хотел «спрятаться» от Кортни, с которой у них состоялась крупная ссора. После протестов Курта Лав отказалась от своих слов. Полиция конфисковала несколько предметов оружия (Кобейн увлекался стрельбой и коллекционировал ружья) и банку таблеток неизвестного происхождения.
25 марта Кортни Лав созвала десять человек из числа друзей Курта и сотрудников его звукозаписывающей компании, чтобы они уговорили его отправиться на лечение от наркозависимости. Недовольный Кобейн вёл себя с пришедшими резко, протестуя и оскорбляя их, но в конце концов согласился пройти курс реабилитации. 30 марта он прибыл в клинику «Exodus» в Лос-Анджелесе. Сотрудники клиники не подозревали о его возможном депрессивном настрое: на вид он вёл себя спокойно и даже весело играл со своей полуторагодовалой дочерью Фрэнсис Бин, когда её принесли повидаться с ним. Это был последний раз, когда он видел дочь: в тот же вечер он вышел во двор якобы покурить и перелез через двухметровую ограду (утром того же дня он пошутил, что это был бы «на редкость дурацкий способ побега»). Он воспользовался своей кредитной картой, чтобы взять билет на самолёт до Сиэтла. В самолёте его соседом оказался Дафф Маккаган из Guns N' Roses; несмотря на неприязненное отношение Кобейна к этой группе, он, казалось, был рад видеть Даффа. Они обсуждали общих знакомых, Курт признался, что покинул клинику, Маккаган, сам проходивший реабилитацию, выразил понимание. Кобейн вёл себя приветливо, но Маккаган позднее признавался, что что-то в его поведении его смутило: «Инстинкт говорил мне, что что-то было не так».
В последующие дни Курта несколько раз замечали в разных местах Сиэтла, но ни Кортни Лав, ни друзьям по группе не удавалось установить его точное местоположение и выйти с ним на контакт. Кортни Лав заблокировала его кредитную карту, заявив, что она была украдена, чтобы ограничить его в возможностях передвижения, и наняла частного детектива, чтобы он помог ей выследить Кобейна.

## Обнаружение тела
8 апреля 1994 года электрик по имени Гэри Смит (Gary Smith) прибыл в дом Кобейна, располагавшийся по адресу 171 Lake Washington Blvd East в Сиэтле, в 8 часов 30 минут для установки системы безопасности. Смит несколько раз позвонил в дом, однако двери никто не открыл. Затем он заметил припаркованный в гараже, находившемся рядом с домом, автомобиль марки "Volvo", и решил, что хозяева дома, возможно, в гараже или оранжерее, которая располагалась прямо над гаражом. Смит проверил гараж, затем поднялся по лестнице к оранжерее. Через стеклянную дверь оранжереи Смит заметил тело и предположил, что кто-то спит, однако, присмотревшись, он увидел кровь у левого уха и ружьё, лежащее поперёк тела. Так был обнаружен Курт Кобейн. В 8 часов 45 минут Гэри Смит позвонил в полицию и местную радиостанцию. Курт оставил предсмертную записку, написанную ручкой с красной пастой. В ней он жаловался, что «уже давно не получает удовольствия от прослушивания и написания музыки» и признавался в «чувстве вины» перед своими близкими и поклонниками, с которым он «не мог справиться». Записка была адресована «Бодде», его воображаемому другу детства.
Экспертиза показала, что Кобейн был мёртв уже несколько дней; как точную дату смерти назвали 5 апреля. В крови у музыканта было обнаружено значительное количество героина. В полицейском отчёте было указано, что смерть наступила в результате «проникающего огнестрельного ранения в голову»; причиной смерти было названо самоубийство. Хотя дирижёр Дэвид Вудард построил для Кобейна «Машину сновидений», слухи о том, что Кобейн активно использовал это устройство в дни, предшествовавшие его самоубийству, опровергаются более поздними сообщениями.

## Похороны
Публичная панихида по Кобейну состоялась 10 апреля в парке культурного центра Seattle Center На церемонии была проиграна плёнка с заранее записанными посланиями Новоселича, Грола и Кортни Лав, зачитавшей на кассету фрагменты из предсмертной записки мужа. Ближе к концу панихиды Лав появилась на ней лично. Вдова пообщалась со скорбящими поклонниками и раздала им часть одежды покойного мужа. Частная панихида для родных и близких покойного состоялась в тот же день в Церкви Единства Правды (Unity Church of Truth).
Тело Кобейна было кремировано. Кортни Лав, практикующая буддистка, привезла часть праха в монастырь при Намгьялском институте буддийских исследований (Namgyal Monastery Institute of Buddhist Studies) в Итаке, Нью-Йорк, где он был благословлён и добавлен в глину для изготовления ритуальных мемориальных статуэток (цаца), а часть оставила себе. В 1999 году на День Поминовения по инициативе матери музыканта Венди Кобейн была проведена окончательная церемония прощания с Куртом. Присутствовали Венди, Кортни Лав, отец Курта Дональд Кобейн, подруга и бывшая девушка Курта, Трэйси Марандер и Фрэнсис Бин, а также приглашённый для проведения церемонии буддийский монах. В то время как он зачитывал поминальные молитвы, Фрэнсис Бин развеяла прах отца над ручьём Маклэйн-Крик в Олимпии, где Кобейн периодически жил и работал в конце 1980-х и начале 1990-x.

## Версия об убийстве
Первым версию об убийстве Кобейна озвучил американский журналист Ричард Ли, который через неделю после смерти музыканта выпустил серию передач Kurt Cobain Was Murdered. В них он освещал детали полицейских отчётов и видеоматериалов как неправдоподобные.
Позже известным сторонником версии об убийстве стал Том Грант, частный детектив из Лос-Анджелеса, нанятый Кортни Лав (которая сама в это время находилась в Лос-Анджелесе) 3 апреля 1994 года, после того, как Кобейн сбежал из реабилитационной клиники 1 апреля 1994 года. Том Грант был нанят Кортни для поисков Курта, местонахождение которого было неизвестно с 1 апреля 1994 года (то есть с момента побега из реабилитационной клиники), а также для выяснения личности человека, который пытался воспользоваться заблокированной кредитной карточкой Курта за несколько дней до его смерти (позже Кортни призналась Гранту, что солгала насчёт кредитной карточки Курта; пытаясь ограничить передвижения своего мужа, она аннулировала его кредитную карточку, заявив, что она якобы украдена). Гранта, по словам, насторожили нелогичное поведение и путаные показания Кортни во время следствия. В процессе Грант установил, по его мнению, ряд интересных фактов.
По утверждению частного детектива, кто-то хотел изобразить картину самоубийства и изобразил её почти убедительно. Главными доводами Гранта стали следующие утверждения:
- о крайне высоком содержании героина в крови музыканта:
У Кобейна были обнаружены два следа инъекций на обеих руках; в крови было выявлено содержание введённой дозы героина, превышающей смертельную в три раза (1,52 мг на литр крови). По утверждению медицинских экспертов, одна смертельная доза героина вводит человека в кому в течение нескольких секунд либо убивает его до того, как он успевает извлечь иглу шприца из вены. Человек, в крови которого содержатся три смертельные дозы, вряд ли может положить шприц и сопутствующие инструменты обратно в коробку, взять ружьё и выстрелить себе в голову (следствием была восстановлена именно такая последовательность событий)[11]. В то же время известно, что у людей, злоупотребляющих опиатами в течение длительного времени, толерантность к наркотикам повышается. На вопрос, мог ли Кобейн настолько «привыкнуть» к героину, чтобы указанная доза не только его не убила, но и не привела к полной потере сознания, двое из пяти судмедэкспертов, опрошенных новостной телекомпанией Dateline NBC, ответили утвердительно, остальные заявили, что имеющейся информации недостаточно для однозначного заключения[13]. Отмечалось также, что сведения об уровне героина в крови Кобейна не исходят из официальных медицинских или полицейских источников (по законам штата Вашингтон, такая информация является конфиденциальной), а основываются на публикации в «Seattle Post-Intelligencer», которая может оказаться ошибочной или неточной[14].
- о предсмертной записке:
По мнению Гранта, предсмертная записка Кобейна, являвшаяся в ходе следствия основным доводом в пользу версии о самоубийстве, не содержала прямого указания на уход из жизни. Записка не была адресована жене и дочери Курта, она написана фанатам Кобейна, которым он говорит о том, что уходит из музыкального бизнеса. Последние строчки: «Кортни, не останавливайся — ради Фрэнсис, ради её жизни, которая будет гораздо счастливее без меня; я люблю вас» — написаны с более сильным нажимом, нежели вся записка, и, по мнению сторонников версии об убийстве, были добавлены позднее посторонним человеком. В рамках работы над всё той же программой телекомпанией Dateline NBC было опрошено четверо экспертов по почерку, но ни один из них не подтвердил этого утверждения. Один из них заявил, что записка целиком и полностью написана Куртом Кобейном и почерк в ней, в том числе и в последних строчках, совпадает с известными образцами его письма. Другие трое ответили, что имеющихся данных недостаточно для однозначного заключения. Следует уточнить, что все исследования проводились с использованием не оригинального письма, а его ксерокопии[13].
- об отпечатках пальцев:
На ружье, из которого Курт якобы выстрелил себе в голову, не было обнаружено «отчётливых» (legible) отпечатков пальцев — ни посторонних, ни самого Курта[15].

Грант приходит к выводу, что заказчицей убийства была Кортни Лав. Отношения Лав с Кобейном в последние месяцы его жизни находились в критическом состоянии; детектив счёл, что певица испугалась возможного развода и предпочла избавиться от мужа. Незадолго до смерти Кобейн начал процесс оформления документов на развод, после оформления которых доля Лав в наследстве от погибшего мужа уменьшалась бы с 30 миллионов долларов (в качестве вдовы) до одного миллиона (в качестве бывшей жены).
Поддержал Гранта и документальный режиссёр Ник Брумфилд, автор фильма-расследования под названием «Курт и Кортни» (1998). На сделанное им видеоинтервью с рок-музыкантом Элдоном «El Duce» Хоуком, включённое в фильм, нередко ссылаются сторонники теории об убийстве как на ещё одно доказательство того, что Кобейн был убит, а не покончил с собой: на этой записи Элдон объявляет, что Кортни Лав предлагала ему убить своего мужа и обещала за это 50 000 долларов, сообщал, что знает, кем был убит музыкант, но имени преступника не раскрывал — только однажды он назвал имя некоего «Алана», после чего засмеялся и сказал: «Я сделаю так, чтобы ФБР поймало этого парня!». Всего через несколько дней после этого Хоук погиб под колёсами поезда на железной дороге (что, по мнению сторонников теории заговора, также представляется весьма подозрительным). В то же время многие отнеслись к показаниям Эль Дуче критически; так, журналист Эверетт Тру, близко знавший Кобейна при жизни, пишет в своей книге «Nirvana: The True Story» (в российском издании — «Nirvana: правдивая история»), что Хоук на этом видео откровенно издевается над интервьюером. Сам Брумфилд в интервью, сделанном вскоре после выхода «Курт и Кортни», объявил, что не верит в убийство: «Я думаю, он покончил с собой… Кортни лишь подтолкнула его к этому».
Ян Хэлперин (Ian Halperin) и Макс Уоллес (Max Wallace) выпустили в 1999 году книгу под названием «Who Killed Kurt Cobain?», в которой они провели расследование версии об убийстве, а также взяли интервью у Тома Гранта. В итоге они пришли к выводу, что, хотя для теории заговора не хватает веских доказательств, смерть Кобейна всё ещё окружена множеством вопросов и дело об убийстве не следовало закрывать так быстро. В 2004 году авторы написали вторую книгу, «Love and Death: The Murder of Kurt Cobain», в которой делаются аналогичные заключения.
В марте 2014 года, накануне двадцатилетия смерти Кобейна, департаментом полиции Сиэтла были опубликованы дополнительные материалы, касающиеся обстоятельств его гибели, в том числе более тридцати фотографий с места события. Кроме того, следователем по приостановленным и нераскрытым делам Майком Чесински было проведено вторичное расследование, в ходе которого были проанализированы полицейские документы и отчёты, а также многочисленные официальные и любительские публикации и документальные фильмы, посвящённые смерти музыканта. Вторичное расследование подтвердило изначальное заключение: самоубийство. В ходе расследования были прояснены некоторые детали, касающиеся, в частности, того, как именно сработало ружьё. Обнародована также информация, согласно которой второго апреля мужчина, которого полиция идентифицировала как Курта Кобейна, выехал из дома Кобейнов на такси и посетил оружейный магазин, где приобрёл упаковку патронов, объяснив, что недавно был ограблен и хочет обезопасить себя. Такая же (вскрытая) упаковка патронов с чеком из того самого магазина от второго апреля была обнаружена рядом с телом Кобейна. Полиция подтвердила, что часть материалов (в том числе медицинское заключение) не может быть опубликована по законам штата Вашингтон, предусматривающим конфиденциальность таких документов. Том Грант, на этот момент готовивший к выходу независимый документальный фильм «Вымокший в отбеливателе» (англ. Soaked in Bleach), посвящённый смерти Кобейна, назвал полицейских Сиэтла «некомпетентными» и добавил, что «они ещё пожалеют об этом заявлении». Чесински в ответ подверг сомнению профессионализм Гранта и его методы расследования.

## Реакция родных и знакомых
Некоторые из близких и друзей Курта также усомнились в том, что он сам покончил с собой, или, по крайней мере, выразили своё недоумение в связи с этим поступком. Марк Ланеган, давний приятель Кобейна, признался в интервью «Rolling Stone»: «Я никогда не предполагал, что он покончит с собой. Думал, у него просто тяжёлый период». Ким Гордон, басистка Sonic Youth, знавшая музыканта при жизни, заметила в интервью 2005 года: «Я даже не знаю, убил ли он себя сам. Некоторые его близкие так не считают…» и на вопрос, думает ли она, что Кобейн был убит неизвестными, ответила утвердительно. Говоря о «близких», Ким, возможно, ссылалась на Лиланда Кобейна, открыто объявлявшего, что, по его мнению, его внук не совершил самоубийство, а стал жертвой убийц. В том же интервью супруг Гордон, основатель Sonic Youth Тёрстон Мур, также сказал несколько слов о суициде Кобейна: «Он умер тяжёлой смертью; это была не просто передозировка, он убил себя с насилием и жестокостью. Это было так… агрессивно, а по жизни он не был агрессивным, он был умным, у него был необычный ум. Так что его поступок можно объяснить только так: вот, мол, вашу мать, какой жест. Но этот жест… с ним что-то не так, есть в нём что-то неестественное. Он как-то не очень укладывается в рамки того, что мы знаем обо всём этом».
В свою очередь, многие из родных и знакомых Курта, в том числе его мать, Венди Кобейн, и его бывшие товарищи по группе, скептически относятся к версии об убийстве и соглашаются с официальным заключением или же вообще отказываются давать комментарии на эту тему. В интервью газете «Today» Венди сказала: «Самоубийство Курта не было случайностью. Он тщательно обдумал свой шаг и методично его осуществил. Последние два года я прожила в уверенности, что он скоро умрёт». Там же она отметила, что, по её мнению, «инцидент в Риме был… [его] первой попыткой уйти из жизни»: «Я сразу поняла, что это его радостное „выздоровление“ — не более чем шутовская инсценировка. Одной ногой он уже стоял в могиле». Двоюродная сестра Курта Беверли, врач-психиатр по профессии, особо подчеркивала тот факт, что в семье Кобейнов и до этого неоднократно встречались случаи самоубийства и психических заболеваний (в частности, оба его дяди по отцовской линии покончили с собой), а сам Курт имел диагноз биполярное аффективное расстройство («заболевание с характеристиками, свойственными клинической депрессии, но с перепадами настроения, которые могут выражаться в виде периодов гнева, эйфории, высокой энергичности, раздражительности, повышенной отвлекаемости или излишней самоуверенности»). После смерти своего знаменитого кузена она серьёзно заинтересовалась темой суицида и его причин и посвятила себя работе по предотвращению самоубийств среди молодых людей, выпустив, среди всего прочего, книгу под названием When Nothing Matters Anymore: A Survival Guide for Depressed Teens («Когда уже ничто не имеет значения: пособие по выживанию для депрессивных подростков»). Дэйв Грол заявил, что всегда чувствовал, что Курту суждено умереть молодым. Критически отнёсся к слухам об «убийстве» и журналист и музыкант Эверетт Тру, хорошо знавший и Кобейна, и Кортни Лав; в своей книге он приводит слова ещё одного знакомого Курта, Рене Наваррете: «Один парень позже разыскал меня через моего брата и высказал теорию — о том, что Курта убили. Это смешно. Курт сам пару раз говорил мне, что если соберётся покончить жизнь самоубийством, то только так, именно таким способом. Мы шутили над этим. Шутили, сколько нужно принять наркотиков, чтобы суметь поднести к собственной голове ружьё, — и так оно и случилось. Такой уж у нас был юмор — мы по-детски потешались над людьми и вещами». Менеджер Nirvana Дэнни Голдберг также резко относится к этой теории: в своей книге Dispatches From The Culture Wars: How The Left Lost Teen Spirit он упоминает об «идиотских интернетовских слухах, будто Кобейн не покончил с собой, а был убит» и признаётся, что мысли о смерти музыканта по-прежнему причиняют ему боль. Лидер дроун-дум-группы Earth Дилан Карлсон, друг Курта, тоже очень резко отзывался о теории об убийстве и Томе Гранте: «Полнейший идиот… Совершенно некомпетентный человек. Я был с ним все те три дня, что он находился тут. Совершенно некомпетентный. Он собственную задницу без карты не найдёт». В фильме «Курт и Кортни» он заявил, что «сам убил бы» Кортни или кого-то ещё из окружения Курта, если бы считал их причастными к его смерти.
Грег Сэйдж, лидер влиятельной панк-рок-группы Wipers и один из кумиров Курта, знавший его при жизни, так прокомментировал смерть Кобейна в одном из своих интервью:

Я не хочу тут теоретизировать и строить какие-то предположения, я знаю только то, что он лично говорил мне: он совсем не был доволен своим положением. Думаю, успех казался ему чем-то вроде кирпичной стены. У него не было другого выхода, кроме как покончить со всем этим: для него всё это было слишком фальшивым, а он был очень искренним человеком, в нём вовсе не было фальши. Вообще, в день где-то примерно через две недели после его смерти он собирался прийти сюда, чтобы записать несколько каверов на Ледбелли. Но это как бы держалось в секрете, потому что ему бы точно не позволили. И ещё подумайте: он был тогда индустрией, где счёт шёл на миллиарды долларов, и если бы эта индустрия прознала, что он хочет уйти [со сцены], они бы в жизни не дали ему этого сделать — ведь если бы он просто ушёл со сцены, он был бы полностью забыт; но если бы он умер, он был бы увековечен.
Оригинальный текст (англ.)Well, I can’t really speculate other than what he said to me, which was, he wasn’t at all happy about it, success to him seemed like, I think, a brick wall. There was nowhere else to go but down, it was too artificial for him, and he wasn’t an artificial person at all. He was actually, two weeks after he died, he was supposed to come here and he wanted to record a bunch of Leadbelly covers. It was kind of in secret, because, I mean, people would definitely not allow him to do that. You also have to wonder, he was a billion-dollar industry at the time, and if the industry had any idea at all of him wishing or wanting to get out, they couldn’t have allowed that, you know, in life, because if he was just to get out of the scene, he’d be totally forgotten, but if he was to die, he’d be immortalized.

Фронтмен R.E.M. Майкл Стайп вспоминал: 

Я говорил с ним по телефону, отчаянно пытаясь вытащить его из этого состояния. Самым искренним образом, как старший брат — Боже, ненавижу это выражение, — я старался убедить его не принимать происходящее слишком близко к сердцу, что он выберется из этой ситуации. Если бы Murmur [первый альбом R.E.M.] разошёлся тиражом в пять миллионов экземпляров, никто из нас [участников группы] не остался бы в живых. Я правда так считаю. Я бы умер с кваалюдом в крови. Кваалюдом и кучей порций «Джека Дэниэлса».
Оригинальный текст (англ.)That was me on the phone to him, desperately trying to get him out of the frame of mind he was in... In the most big-brotherly way -- God, I hate that term -- in the most genuine way, I wanted him to know that he didn't need to pay attention to all this, that he was going to make it through. If R.E.M. had sold 5 million copies of "Murmur," none of us would be alive to tell the tale. I really believe that. I'd have died with Quaaludes in my blood and a lot of Jack Daniels.

## Другие теории
Курьёзная теория, циркулирующая в СМИ и Интернете, гласит, что самоубийство Курта Кобейна напрямую связано с машиной сновидений (стробоскопическое устройство, способное вызывать галлюцинации), которая, как утверждается, была обнаружена в доме, где скончался Кобейн; незадолго до своей смерти он якобы «маниакально пристрастился к использованию устройства и везде возил его с собой». Сообщается, что во время одного из сеансов Кобейн услышал голос, приказывающий ему «самоустраниться», и якобы подчинился. Тем не менее первые сообщения о связи самоубийства Кобейна с «машиной снов» появляются спустя значительное время после его смерти и исходят из сомнительных источников; всё указывает на то, что это не более чем городская легенда.